# Mijo Lončarić
Mijo Lončarić hrvaški jezikoslovec, dialektolog, strokovnjak in poznavalec kajkavščine. * 1. september, 1941, Reka, Koprivnica; † 21. junij 2023, Zagreb.

## Življenje in delo
Rodil se je pri Koprivnici v takratni Neodvisni državi Hrvaške v kmečki družini. V Koprivnici je končal srednjo šolo. Na univerzi je študiral hrvaški in srbski jezik ter jugoslovanske književnosti. Razen tega je študiral tudi nemščino. Leta 1966 je diplomiral. Nato je bil lektor za hrvaški in srbski jezik v Zürichu v Švici (1969–1971). Leta 1973 je napisal magisterij o kajkavskem narečju v Jagnjedovcu (Jagnjedovački govor i pitanje kajkavskoga podravskog dijalekta). Leta 1976 je študiral v Kölnu v Nemčiji s Humboldtovo štipendijo.
Leta 1980 je doktoriral z delom Bilogorski kajkavski govori. Leta 1987 je spet pridobil Humboldtovo štipendijo in lahko študiral nemščino v Mannheimu.
Od 1987 do 1993 je bil predstojnik Zavoda za hrvaški jezik. Od 1993 do 1995 ravnatelj Hrvaškega filološkega inštituta. Od 1990 do 1995 je vodil ti. projekt Hrvaški književni jezik, nato je bil vodja projekta Hrvatski dijalektološki (jezični) atlas.
V prvi vrsti se je ukvarjal s kajkavščino ter z zgodovinsko in sodobno leksikografijo. Bil je tudi soavtor in redaktor slovarja starega kajkavskega knjižnega jezika (Rječnik hrvatskoga kajkavskoga književnog jezika).
Sodeloval je v znanstvenih skupinah, na konferencah in kongresih na Hrvaškem, Slovaškem in Nizozemskem ter v Sloveniji, Srbiji, Nemčiji, Bosni in Hercegovini in Makedoniji.
Tudi je bil tajnik Organizacijskega odbora znanstvenih skupin o hrvaških narečjih v organizaciji Hrvaške akademije znanosti in umetnosti. Lončarić je bil podpredsednik Odbora za narečjeslovje Hrvaške akademije in t. i. Hrvatskega povjerenstva za Općeslavenski lingvistički atlas ter je član mednarodne komisije OLA in ELA. Nil je urednik mednarodnega projekta Opće promjene slavenskih jezika.
Prav tako je bil član različnih komisij za doktorate in izbore na Hrvaškem (v Zagrebu in Reki) in Madžarskem (v Budimpešti). Večkrat je imel predavanja v Celovcu (Avstrija), Budimpešti, Sombotelu in Pečuju (Madžarska).